# Distribuzione bimodale

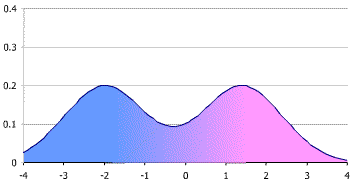
Una distribuzione bimodale semplice, derivante dall'unione di due distribuzioni normali con la stessa varianza ma con medie diverse. La figura mostra la funzione di densità di probabilità (pdf, "probability density function"), che è una media ponderata delle pdf a campana delle due distribuzioni normali. Se i pesi delle due gaussiane non fossero uguali (per via della diversa numerosità dei rispettivi campioni), la distribuzione risultante potrebbe essere comunque bimodale ma con due mode di altezze diverse

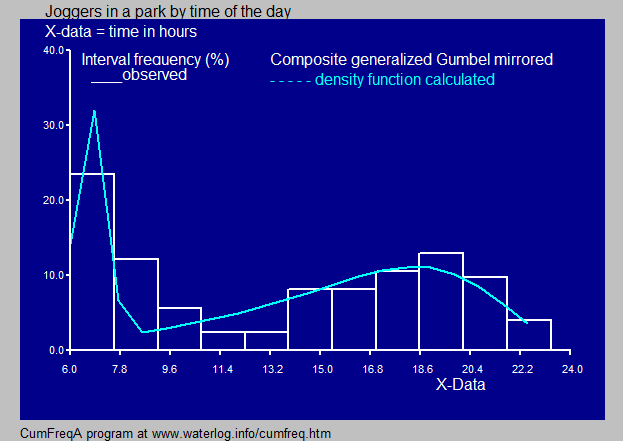
Distribuzione bimodale della probabilità, indicante il numero di corridori in un parco in funzione dell'ora del giorno

In teoria delle probabilità e statistica, una distribuzione bimodale è una distribuzione di probabilità caratterizzata dalla presenza di due mode; queste appaiono come picchi distinti all'interno della funzione di densità di probabilità. I dati, sotto forma di misure discrete o continue, possono disporsi con una distribuzione bimodale. Nelle analisi univariate, dove cioè viene studiata una sola variabile aleatoria, se si delinea una distribuzione multimodale (con più di una moda), essa è generalmente di tipo bimodale.
Quando esiste più di una moda, quella che conta più elementi della distribuzione (che dunque raggiunge il massimo assoluto nella relativa funzione di densità di probabilità) è detta moda maggiore, mentre quella che ne conta meno, costituente un massimo relativo, è detta moda minore. Il valore con minor frequenza nell'intervallo compreso tra le due mode è noto come antimoda. La differenza tra la moda maggiore e quella minore è detta ampiezza. Nelle serie temporali (cioè la cui variabile, posta sulle ascisse, è il tempo), la moda principale è chiamata acrofase e l'antimoda è detta batifase.
Una combinazione di due distribuzioni unimodali con medie diverse non è necessariamente bimodale: la distribuzione combinata (somma delle frequenze) delle altezze per uomini e donne viene talvolta utilizzata come esempio di distribuzione bimodale, ma in realtà la differenza nell'altezza media tra gli uomini e le donne è troppo piccola rispetto alle deviazioni standard delle due variabili per produrre una vera e propria bimodalità.
Nelle distribuzioni bimodali, a differenza di quelle unimodali, la media è un indicatore più robusto della mediana per stimare l'andamento della corrispondente funzione. Questo è vero in particolare quando la distribuzione è a forma di "U"; la media potrebbe, invece, non essere molto indicativa quando la distribuzione presenta una o due code lunghe. Una delle distribuzioni a "U" in questione è la distribuzione arcoseno, derivante dalla seguente funzione:
{\displaystyle F(x)={\frac {2}{\pi }}\arcsin \left({\sqrt {x}}\right)={\frac {\arcsin(2x-1)}{\pi }}+{\frac {1}{2}}.}
Il suo valore, per {\displaystyle x} compreso tra 0 e 1, è il seguente:
{\displaystyle f(x)={\frac {1}{\pi {\sqrt {x(1-x)}}}}.}
Un'altra funzione a "U" che si presta ad essere ben descritta dalla sua media, in virtù delle sue caratteristiche bimodali, è la cosiddetta distribuzione Beta, ammesso che entrambi i parametri da cui è definita abbiano un valore inferiore a 1.